# Decuella cubaorientalis
Decuella cubaorientalis is een hooiwagen uit de familie Biantidae.